# Germani
Germani so indo-evropska etno-lingvistična skupina severnoevropskega porekla. Združujejo jih indo-evropski germanski jeziki, ki so se v predrimski železni dobi razvili iz pragermanskega jezika.